# Plaridel (Misamis Occidental)
Plaridel è una municipalità di quarta classe delle Filippine, situata nella Provincia di Misamis Occidental, nella Regione del Mindanao Settentrionale.
Plaridel è formata da 33 baranggay:
- Agunod
- Bato
- Buena Voluntad
- Calaca-an
- Cartagena Proper
- Catarman
- Cebulin
- Clarin
- Danao
- Deboloc
- Divisoria
- Eastern Looc
- Ilisan
- Katipunan
- Kauswagan
- Lao Proper
- Lao Santa Cruz

- Looc Proper
- Mamanga Daku
- Mamanga Gamay
- Mangidkid
- New Cartagena
- New Look
- Northern Poblacion
- Panalsalan
- Puntod
- Quirino
- Santa Cruz
- Southern Looc
- Southern Poblacion
- Tipolo
- Unidos
- Usocan